# Diego Buonanotte
Diego Maria Buonanotte Rende (Teodelina, 19 april 1988) is een Argentijns voetballer die doorgaans speelt als middenvelder. In februari 2025 verruilde hij O'Higgins voor Deportes Temuco.

## Clubcarrière
Buonanotte begon zijn carrière als voetballer bij River Plate. Van 2001 tot 2006 was hij actief in de jeugdopleiding van de club en in 2006 debuteerde hij als zeventienjarige in het eerste elftal. Op 9 april speelde de aanvallende middenvelder zijn eerste wedstrijd, toen er met 3-1 gewonnen werd van Instituto. Buonanotte werd in de jaren erna een vaste waarde en hij stond daardoor onder interesse van diverse Europese clubs.
Het Spaanse Málaga nam hem op 21 januari 2011 over en liet hem een vijfjarige verbintenis ondertekenen. Tot juli van dat jaar werd hij echter weer verhuurd aan River Plate. Op 31 januari 2013 liet de Argentijn ook Málaga weer achter zich. Hij vertrok, naar verluidt om vaker aan speeltijd toe te kunnen komen, naar Granada. In 2015 speelde Buonanotte op huurbasis een halfjaar bij de Argentijnse club Quilmes. Hierna was hij een seizoen lang actief voor AEK Athene, waarvoor de middenvelder in zevenentwintig wedstrijden in actie kwam. Hierin scoorde hij negenmaal.
Bij AEK had hij een contract voor twee seizoenen, maar na één jaar vertrok Buonanotte al. De Argentijn zette zijn handtekening onder een tweejarige verbintenis bij Universidad Católica. Na een halfjaar werd zijn contract met een jaar verlengd, tot medio 2019. In januari 2022 leek Buonanotte de club te verlaten, maar er werd toch een nieuw contract overeengekomen. Een half seizoen later vertrok de Argentijn alsnog, toen hij tekende bij Sporting Cristal. Ook hier speelde Buonanotte een halfjaar, waarna Unión La Calera hem terughaalde naar Chili. Binnen Chili verhuisde hij in januari 2024 naar O'Higgins. Een jaar later nam Deportes Temuco hem onder contract.